# 13e armée régionale (Japon)
Pour les articles homonymes, voir 13e armée.
La 13e armée régionale (第13方面軍, Dai-jūsan hōmen gun) est une composante de l'armée impériale japonaise basée à Nagoya durant la Seconde Guerre mondiale.

## Histoire
La 13e armée régionale japonaise est formée le 1er février 1945 sous le contrôle direct de la première armée générale le 8 avril 1945. Elle fait partie des efforts désespérés de l'empire du Japon d'empêcher les débarquements alliés à Honshū durant l'opération Downfall (ou opération Ketsugō (決号作戦, Ketsugō sakusen) en japonais). Elle est responsable de la région de Tōkai et est basée à Nagoya.
Elle est principalement composée de réservistes peu entraînés, d'étudiants conscrits, et de miliciens. De plus, les Japonais forment des corps combattants des citoyens patriotiques qui intègrent tous les hommes en bonne santé de 15 à 60 ans et les femmes de 17 à 40 ans. Les armes, l'entraînement, et les uniformes manquent globalement, certains hommes ne sont même armés qu'avec des mousquets à chargement par la bouche, des arcs longs, ou des lances de bambou. On attend cependant d'eux qu'ils fassent leur devoir jusqu'au bout.
La 13e armée régionale est démobilisée lors de la reddition du Japon le 15 août 1945 sans avoir combattu.

## Commandement
|                   | Nom                                  | De               | À               |
| ----------------- | ------------------------------------ | ---------------- | --------------- |
| Commandant        | Lieutenant-général Tasuku Okada (en) | 1er février 1945 | 15 août 1945    |
| Chef d'État-major | Major-général Masuzo Fujimura        | 1er février 1945 | 5 juillet 1945  |
| Chef d'État-major | Major-général Yoshizo Shibata        | 5 juillet 1945   | 22 octobre 1945 |